# De Ontdekker
De Ontdekker, aanvankelijk naar verwezen als het standbeeld van Alonso de Ojeda, was een Surinaams monument dat in 1962 werd gemaakt door Erwin de Vries.
Het bronzen beeld stond op de dijk van het Fort Nieuw-Amsterdam, op het punt waar de Commewijne en de Suriname samenvloeien. Het werd in 2011 gestolen.
Dat Ojeda in 1499 de ontdekker van Suriname zou zijn geweest, was omstreden. Hij had namelijk vanaf zijn boot naar Suriname gekeken, maar was niet aan wal gegaan. Hierdoor kreeg het beeld uiteindelijk niet Ojeda's naam. Het aangezicht van het beeld was niet duidelijk herkenbaar, omdat er geen uitbeelding bewaard is gebleven hoe hij eruit heeft gezien.
De Vries kreeg de opdracht van de Surinaamse regering en werkte er in Amsterdam vijf maanden lang aan. Hij was tot die tijd vooral kunstschilder geweest. Er is veel discussie over dit beeld geweest en het werd aanvankelijk geweigerd omdat het te modern werd bevonden. Premier Freek Emanuels had hem in Suriname gezegd om het beeld niet zo te maken als zijn schilderijen. Omdat hij vaak abstract schilderde had hij nu gekozen voor expressionisme. De regering had echter een naturalistische uitbeelding verwacht. De onkostenvergoeding werd tijdelijk stopgezet en in februari 1963 volgde een nieuwe beoordeling. Hij exposeerde zijn beeld in die tijd ook in Delft. Uiteindelijk heeft hij zijn opdracht kunnen voltooien. Zelf beschouwde hij dit kunstwerk als een van zijn hoogtepunten.